# Knjaz
Knjaz (hrvatski: knez), vladarska crnogorska titula od 1851. do 1910. godine, označavala šefa neovisne crnogorske države. Paralelno je u uporabi bila i titula Gospodar.
Titulu Knjaz su nosili Danilo I. Petrović (vladao 1851. – 1860.) i Nikola I. Petrović (na crnogorskom prijestolju 1860. – 1921.). 
Titulu kneza je Danilo I. dobio uz odobrenje ruskoga cara i to je značilo da, prvi puta nakon vladara iz crnogorske diinastije Crnojevića s početka 16. stoljeća, na čelu Crne Gore više nije bio crkveni velikodostojnik - mitropolit.
S obzirom na to da su prije 1851. postojali crnogorski plemenski knezovi, knez Danilo je zabranio uporabu ovoga termina za sve druge osim za crnogorskoga vladara. Rusko podrijetlo dobivanja titule vladara Crne Gore je od strane Crnogoraca ponosno potencirano uporabom u originalu - Knjaz.
Do 1878. crnogorski je knez nosio titulu Njegova Svjetlost Knjaz Crne Gore, a od te je godine u uporabi tituliranje Njegovo Knjaževsko Visočanstvo.
No, 1900. tituliranje je promijenjeno na obljetnicu 40. godina na crnogorskom prijestolju kneza Nikole u Njegovo Kraljevsko Visočanstvo.
U Ustavu Kneževine Crne Gore iz 1905. vladar se titulira kao Knjaz Gospodar.
Knez Nikola je u povodu 50. obljetnice svoga vladanja 28. kolovoza 1910. proglašen Kraljem Crne Gore. Tad je Kneževina Crna Gora proglašena za Kraljevinu Crnu Goru.

## Vanjske poveznice
- Političke prilike u Crnoj Gori za doba Danila I. Petrovića